# Sigmatomera bullocki
Sigmatomera bullocki är en tvåvingeart som först beskrevs av Alexander 1936.  Sigmatomera bullocki ingår i släktet Sigmatomera och familjen småharkrankar. Inga underarter finns listade i Catalogue of Life.